# Інген (Нідерланди)
Інген (нід. Ingen) — село в нідерландській провінції Гелдерланд. Входить до муніципалітету Бюрен. З 1818 по 1999 рік було частиною муніципалітету Лінден.

## Галерея

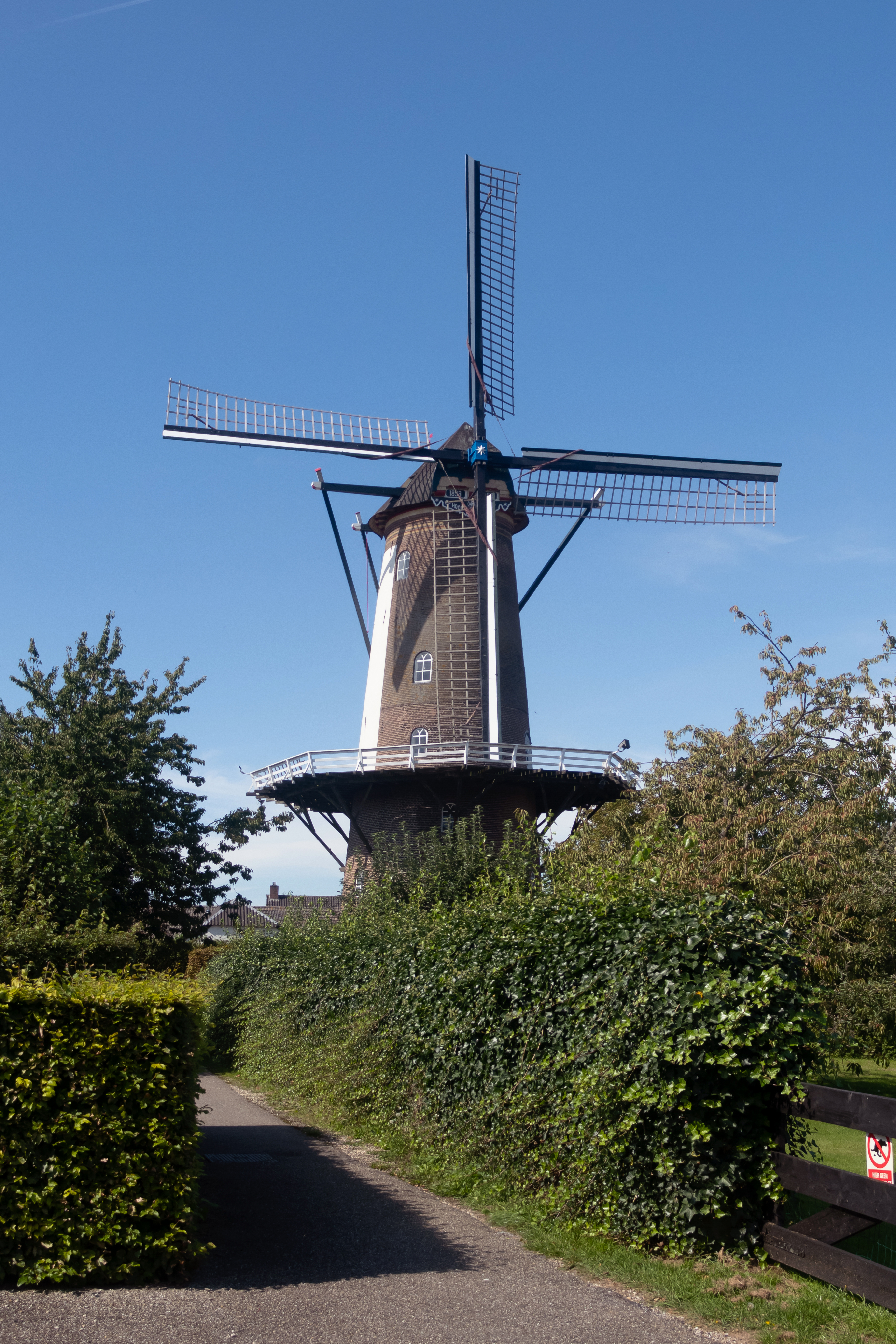
Вітряк у селі
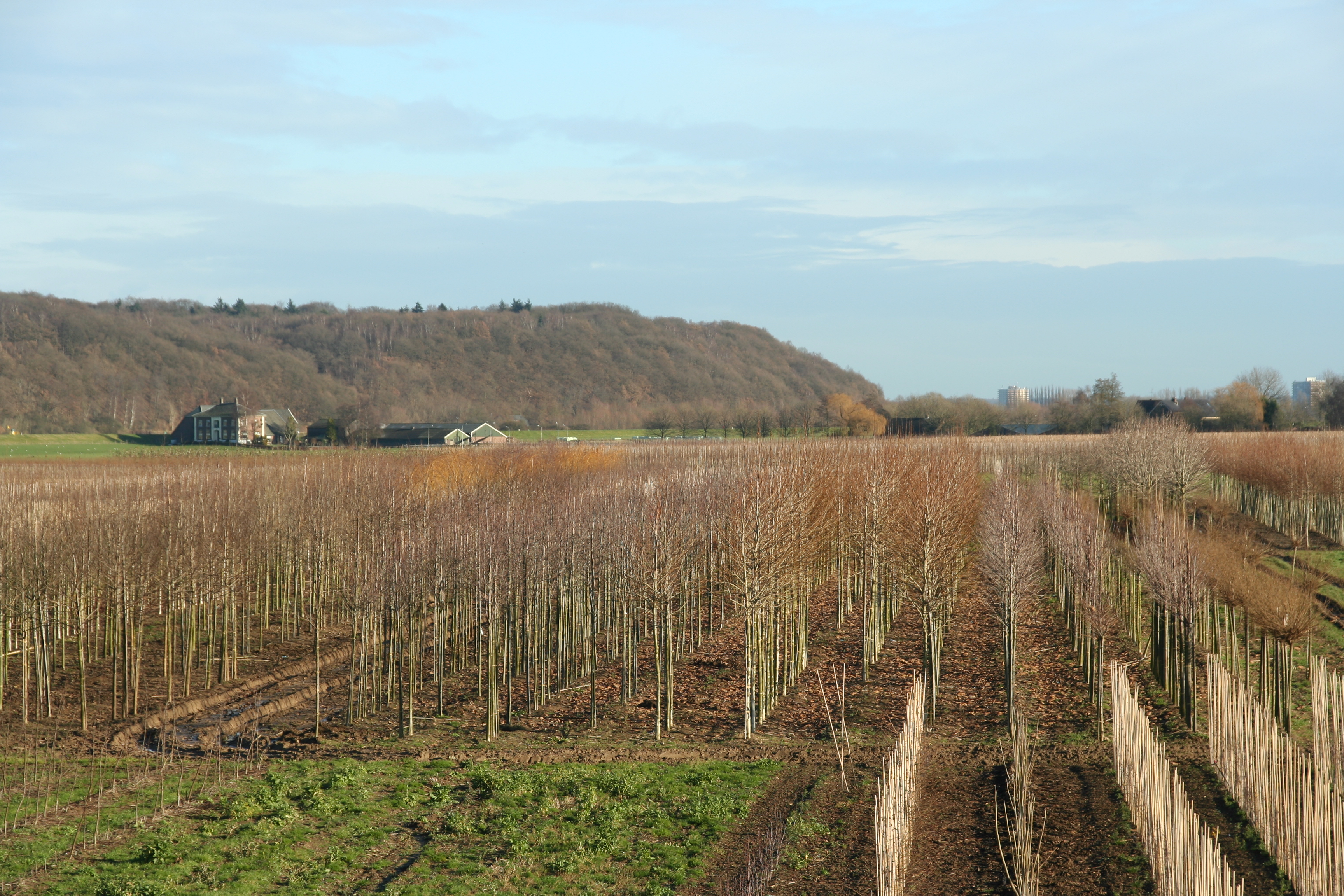